# IVe congrès du Parti communiste (France)
Le IVe congrès du Parti communiste français s'est tenu à Clichy du 17 au 21 janvier 1925.

## Membres de la direction

### Bureau politique
- Titulaires : Louis Sellier, Suzanne Girault, Marcel Cachin, Albert Treint, Jacques Doriot, Pierre Semard, Jean Cremet, Joseph Jacob.

Délégué du Pas-de-Calais, Maurice Thorez est élu pour la première fois au comité central du PCF.